# Decimo Aterio Agrippa
Decimo Aterio Agrippa (in latino Decimus Haterius Agrippa; 13 a.C. circa – 32) è stato un politico romano.

## Biografia

### Origini familiari
Decimo era il figlio dell'oratore e senatore romano Quinto Aterio e di Vipsania Attica, probabilmente figlia di Marco Vipsanio Agrippa e Cecilia Attica.

### Attività politica
Fu tribuno della plebe nel 15 ed usò il suo veto in più occasioni; fu senatore e nel 17 sostituì il deceduto Lucio Vipstano Gallo diventando pretore, grazie all'aiuto di Germanico e Druso minore, suoi parenti, che fecero in modo che la legge fosse aggirata. Nel 21 Agrippa fu eletto console per l'anno successivo e in veste di consul designatus richiese per Clutorio Prisco, un poeta, la pena capitale con l'accusa di aver composto un carme sulla morte di Druso minore mentre questi era ancora in vita. Fu quindi console per l'anno successivo, durante il quale furono approvate delle leggi contro il lusso eccessivo. Agrippa sollecitò fortemente l'imperatore Tiberio all'approvazione di una legge che limitava il numero di candidati a cariche politiche per ogni famiglia. Nel 32 Agrippa portò avanti molte accuse contro i consoli suffetti dell'anno precedente, Lucio Fulcinio Trione e Publio Memmio Regolo, poiché, dopo essersi accusati tra loro, tacevano facendo pensare che coprissero i loro misfatti a vicenda. Il senato, però, non volle accrescere le preoccupazioni di Tiberio e quindi Agrippa venne accantonato.
(Tacito, Annales, VI, 4)
Agrippa morì quello stesso anno, vittima del regno del terrore di Tiberio.

### Matrimonio e discendenza
Sposò Domizia maggiore, figlia di Antonia maggiore e Lucio Domizio Enobarbo. Il loro unico figlio fu il console Quinto Aterio Antonino.